# Jean Le Boulch

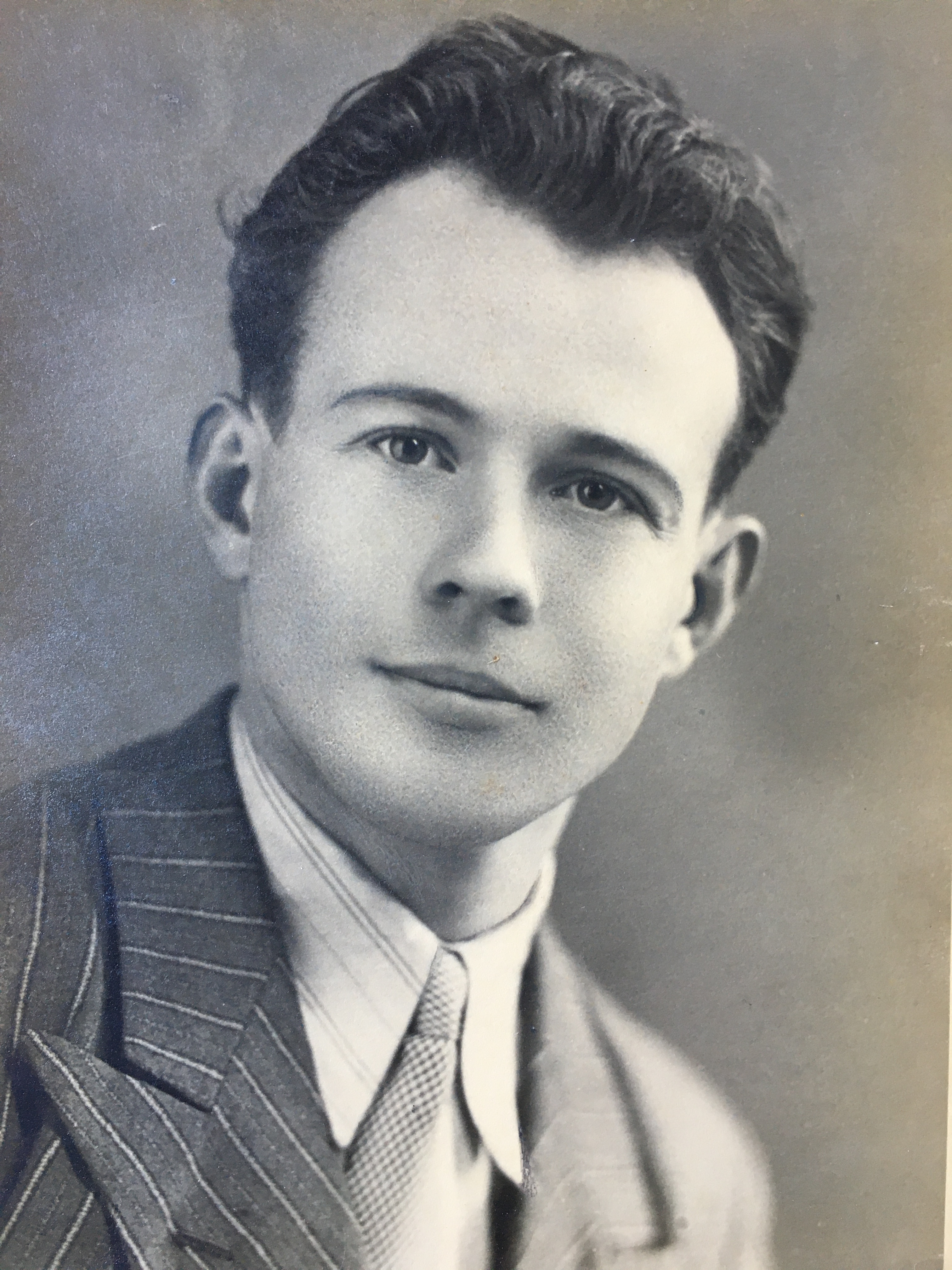
Docteur Jean Le Boulch (1924 - 2001)

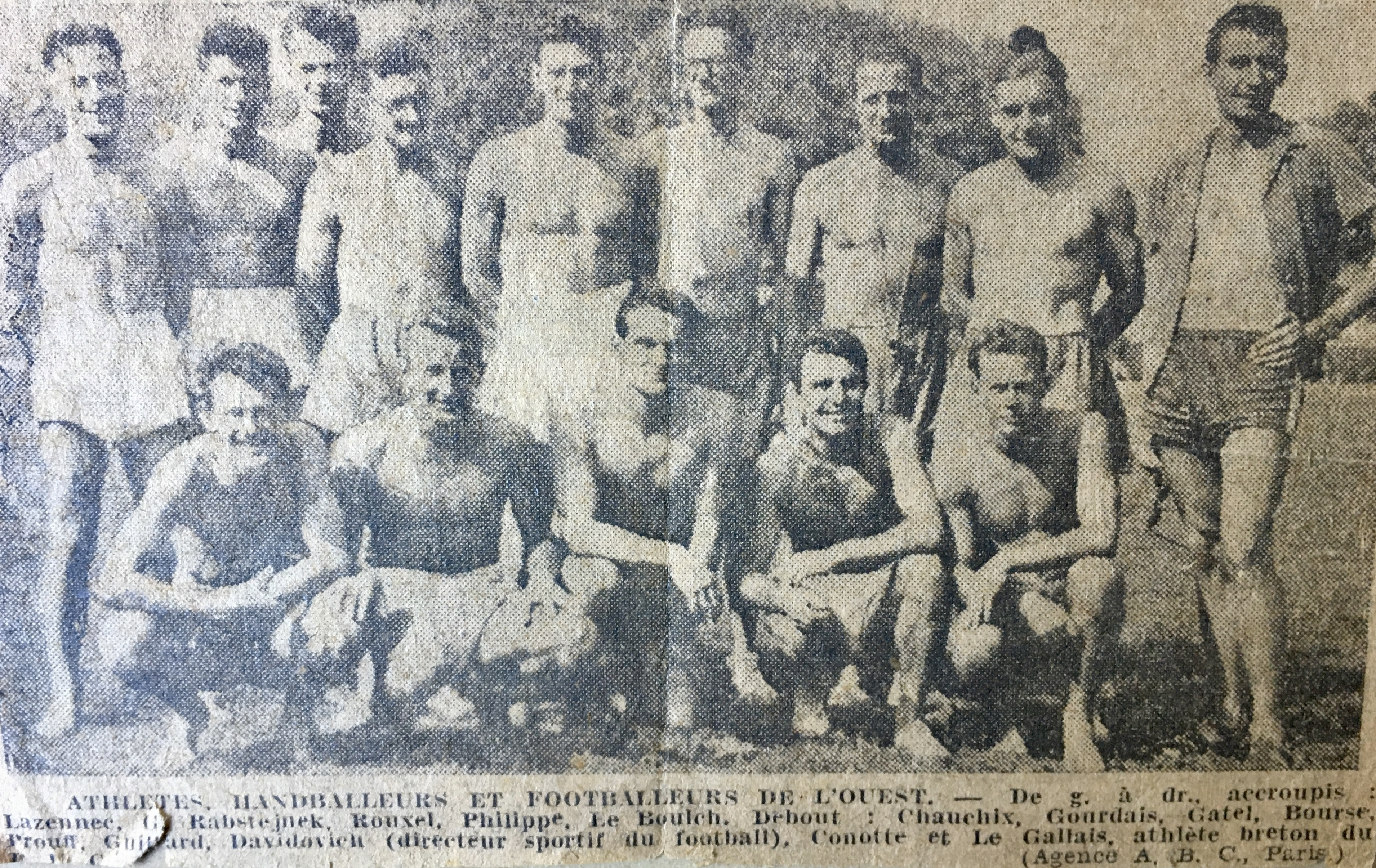
Athlètes de l'ouest (Années 40) - Jean Le Boulch accroupi à droite

Jean Le Boulch est un professeur d'éducation physique, médecin et fondateur de la psychocinétique, né le 28 janvier 1924 à Lambézellec (quartier actuel de Brest) et mort le 27 mai 2001 à Dinard.
Il fait partie des théoriciens de l'éducation physique et sportive contemporaine avec Robert Mérand et Pierre Parlebas.

## Chronologie
- 1940-1944 : études à Brest, puis à l'École Normale de Saint-Brieuc.
- 1945-1947 : professorat d'Éducation Physique à l'École Normale Supérieure d'Éducation Physique à Paris.
- 1947-1969 : professeur au CREPS de Dinard.
- 1954-1960 : études de psychologie et doctorat en médecine à Rennes.
- 1957 : licencié en psychologie.
- 1960 : docteur en médecine, spécialiste de réhabilitation fonctionnelle.
- 1962 à 1969 : attaché au centre hospitalier universitaire de Rennes, service de rééducation psychomotrice.
- 1969-1972 : inspecteur chargé de l'éducation physique dans les écoles de la Chambre de commerce de Paris.
- 1972 à 1984 : chargé de recherche à l'École supérieure de Commerce de Paris.
- 1972 à 1992 : interventions dans des établissements et universités à l'étranger : Canada, Brésil, Argentine, Mexique, Pérou, Espagne, Italie.
- 1992-2001 : professeur à l'Institut de Perfectionnement de Lausanne. Directeur scientifique de l'École du mouvement de Florence. Formateur au Centre social de Voghera.

C'est sur la base de ces diverses qualifications qu'il développe une conception scientifique de l'éducation physique appelée « psychocinétique ». Son impact est important dans l'histoire de cette discipline, en France, Belgique, Canada, Espagne, Suisse et Italie, ainsi que dans certains pays d'Amérique latine : Pérou, Mexique, Brésil, Argentine. 
Le concept de psychocinétique fait l'objet de colloques internationaux, notamment en Italie et en Suisse. Plusieurs établissements scolaires l'appliquent aujourd'hui, en particulier, en Amérique du Sud, ce qui témoigne de son rayonnement international. En se situant dans une perspective transdisciplinaire, Jean Le Boulch s'est employé à mettre en évidence les buts d'une éducation corporelle dont la finalité est le développement de la personne,,,,,,.

## La genèse de son œuvre

### De l'Éducation Physique fonctionnelle à la psychomotricité  fonctionnelle.
Lorsqu'il commence sa carrière en 1947 au Centre Régional d'Éducation Physique et Sportive de Dinard, Jean Le Boulch,, se trouve vite en désaccord avec les orientations officielles de l'Éducation Physique, présentée comme une juxtaposition de méthodes issues de doctrines qui se sont opposées au cours des ans. Il y a celles qui ont recours aux exercices d'une gymnastique dite « construite » et se réclament des principes de la méthode suédoise de Ling. Et il y a celles qui préconisent les jeux, les sports, la danse et les exercices dits « naturels » de la méthode de Georges Hébert.
Après la publication par l'un de ses collègues du CREPS d'un livre sur la gymnastique de maintien, autre appellation de la gymnastique construite, il décide de mettre un peu d'ordre dans le second ensemble et publie son premier ouvrage en 1953. La même année, dans la revue L'Homme sain de janvier, il écrit un article révélateur de ses préoccupations : À la recherche d'une unité en éducation physique.
Cette unité nécessite de préciser le but de l'éducation physique, ce à quoi il s'emploie dans sa thèse de médecine, soutenue en 1960 ; il s'agit de développer la valeur motrice comme l'indique le titre de sa thèse. Il y dresse un tableau de ces facteurs, distinguant dans la conduite motrice, d'une part, des éléments effecteurs, dits « périphériques » (données morphologiques, force et vitesse musculaire, résistance) et, d'autre part, des éléments psychomoteurs : l'adresse, mettant en jeu des facteurs perceptifs et des facteurs associatifs, la rapidité d'adaptation, la résistance centrale à la fatigue. Sa thèse porte exclusivement sur l'étude des facteurs effecteurs que sont la force et la vitesse musculaire.
Ce tableau des facteurs de la valeur motrice est la base à partir de laquelle il approfondira et affinera au cours des années suivantes ses analyses sur l'apprentissage du mouvement. Il s'agit donc d'une première étape dans sa recherche de l'unité de l'éducation physique.
D'ores et déjà, le clivage de l'Éducation Physique en deux domaines lui apparaît inapproprié, illogique et totalement artificiel. Ses analyses le conduisent tout naturellement à adopter la notion de psychomotricité chère à Henri Wallon. Mais, pour se démarquer de toute réduction ou déviation de ses applications en éducation ou rééducation, il précise qu'elle est « fonctionnelle » dans le sens défini par F.J.J. Buytendijk dans son ouvrage Attitudes et mouvements. Étude fonctionnelle du mouvement humain, posant ainsi la nécessité de considérer la personne dans sa globalité et sa créativité.
En outre, l'occasion lui est bientôt donnée de constater l'inefficacité, voire les effets négatifs, d'une gymnastique de maintien, fondée sur l'adoption de positions par des contractions musculaires forcées, par exemple, celles des abdominaux et des fessiers dans la station debout. Au cours de séances de rééducation de poliomyélitiques, il applique ce procédé et assiste à la régression qui s'ensuit chez ses malades quant à leur capacité à se tenir debout. L'absurdité de la méthode lui saute aux yeux et, fort de ses connaissances en neurophysiologie musculaire, il prend le contre-pied de cette pratique et observe que c'est en décontractant ces muscles superficiels que ceux, plus profonds, dévolus à la posture, sont mis en jeu et peuvent alors se développer. Ce sont là des principes fondamentaux qui sont aujourd'hui au centre des pratiques qui relèvent de la « posturologie », qui doit, elle aussi, être fonctionnelle ,. Il n'aura de cesse de souligner l'importance du contrôle tonique, de la perception du corps propre, de la régulation de la fonction énergétique dans l'apprentissage, la maîtrise du mouvement et dans les troubles du comportement tels que l'instabilité, la nervosité, la violence, le stress, les douleurs dorsales, etc. À cet égard, les travaux de Magoun, Marthe Bonvallet, Henri Laborit constituent pour lui des références incontournables. Il rejoint par là tous les pionniers, chercheurs et praticiens de techniques éducatives visant au contrôle de soi, comme Gerda Alexander, Denise Digelmann.

### Face au sport. La primauté de  la personne.
En France, à cette époque, le milieu de l'éducation physique et du sport est en effervescence ; une réorganisation des programmes est à l'ordre du jour. Deux grands courants sont en présence : l'un est désireux donner une place prépondérante au sport dans  l'enseignement de l'éducation physique ; l'autre reste attaché à l'identité d'une éducation physique ne rejetant aucun  moyen ou  type d'activité, mais soucieux de n'être inféodé à aucun.

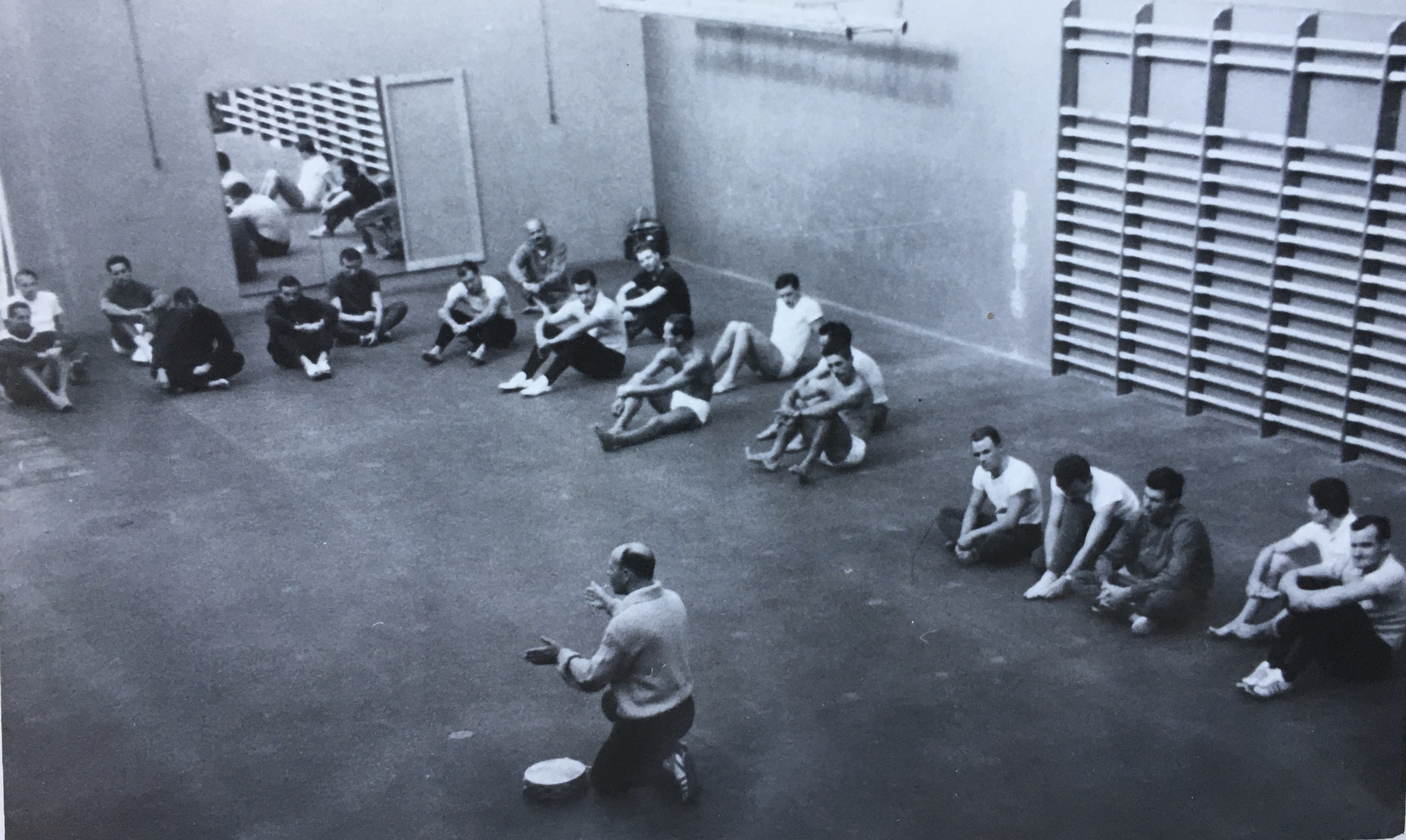
Jean Le Boulch (Monsieur « Tambour ») en action

Une commission de réforme se met en place et l'un de ses groupes, sous la présidence du célèbre  professeur  d'anatomie André  Delmas, et auquel  participe Jean Le Boulch, est chargé d'étudier « les activités physiques et sportives de la naissance à la maturité ». Les propositions de ce groupe restent lettre morte. En 1965, la décision est prise au niveau des instances politiques d'orienter l'éducation physique vers le sport, choix entériné par la publication, sous l'égide du premier ministre, d'un Essai de doctrine du sport.
Jean Le Boulch décide alors de ne plus situer son travail sous la rubrique de l'Éducation Physique ; il détermine que son étude a pour objet le mouvement humain et la dénomme psychocinétique ou « science du mouvement humain ». En 1966, il en publie pour application un ouvrage. Il en développe les fondements scientifiques dans un ouvrage suivant en 1971.

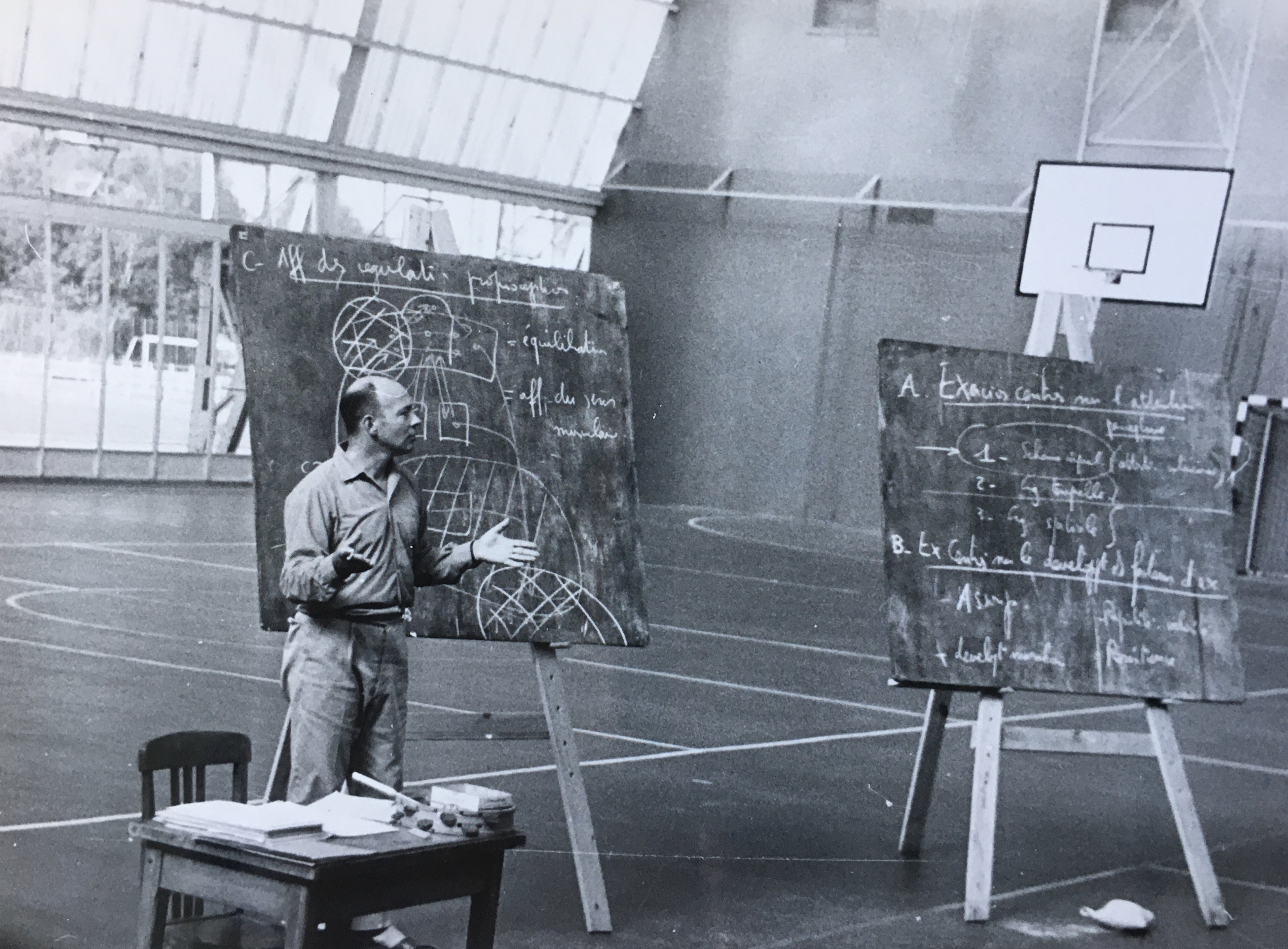
Jean Le Boulch - Stage FFGE - Bordeaux (1964)

Sans relâche, il s'élève contre l'apprentissage sur le mode du conditionnement ou du dressage qui traite le corps comme un instrument ou un objet à modeler, pratique trop répandue dans de nombreux domaines, notamment celui du sport. Pour lui, le sport, sous sa forme ludique, constitue une source potentielle de perfectionnement personnel, dès lors  qu'il se pratique dans un esprit de coopération. 
Au Congrès International de Madrid en 1966 il rappelle les propos de Henri Wallon qui, stigmatisant le partage en groupes rivaux de certaines classes de collèges, déclarait : « On ne fait là que susciter un mauvais esprit de corps et les prémisses d'un sentiment qui n'est pas la solidarité, mais le sentiment de domination à l'égard d'un autre groupe. ». 
De même, il plaide pour une méthodologie qui encourage l'activité propre de la personne en l'aidant à porter son attention sur les perceptions nécessaires au contrôle et à la maîtrise des gestes et attitudes, sur ce qui se passe en soi, c'est-à-dire, sur le corps propre ; il sollicite ainsi ce qu'il appelle la fonction d'intériorisation, trop négligée selon lui dans une société où l'apparence est reine. 
Cette position lui vaut des critiques acerbes des tenants de la prépondérance du sport comme moyen, voire comme but, de l'éducation corporelle. Ses détracteurs vont jusqu'à l'accuser d'être opposé au sport, alors qu'il n'en dénonce que les déviations et les excès. Cependant, il trouve auprès de journalistes éclairés comme Michel Clare et Jean-Marie Dupont des soutiens. En 1977, un nouvel ouvrage démontre l'absence de fondement de ces accusations et, en 1989, un ouvrage suivant leur apportera un démenti formel.
Entre-temps, son ouvrage de 1966, L'Éducation par le mouvement, est refondu et enrichi de deux autres, l'un en 1981, et l'autre en 1984.

### L'autonomie du vivant, clef de voûte de la psychocinétique
Au fil des ans, ses efforts pour traiter la question de l'éducation corporelle dans toute sa plénitude renforcent sa conviction que le développement de la personne s'effectue par une structuration réciproque du moi et du milieu, selon l'expression proposée par son maître et ami Roger Mucchielli, ou encore selon le processus défini par Jean Piaget d'« assimilation », c'est-à-dire, de transformation du milieu par les structures propres du sujet, et d'accommodation, ou transformation du sujet par le milieu. De ce point de vue, l'éducation ne peut consister en une copie pure et simple de modèles extérieurs au sujet ; aussi, a-t-il toujours soutenu une méthodologie inductive qui l'incite à exercer sa faculté d'ajustement et à apporter ses propres solutions aux problèmes qui lui sont posés.
C'est ainsi que la théorie de l'autonomie du vivant, telle que Pierre Vendryès l'a formulée en partant des découvertes du grand physiologiste Claude Bernard au XIXe siècle, se trouve au centre de son œuvre, comme le démontrent ses deux derniers ouvrages.

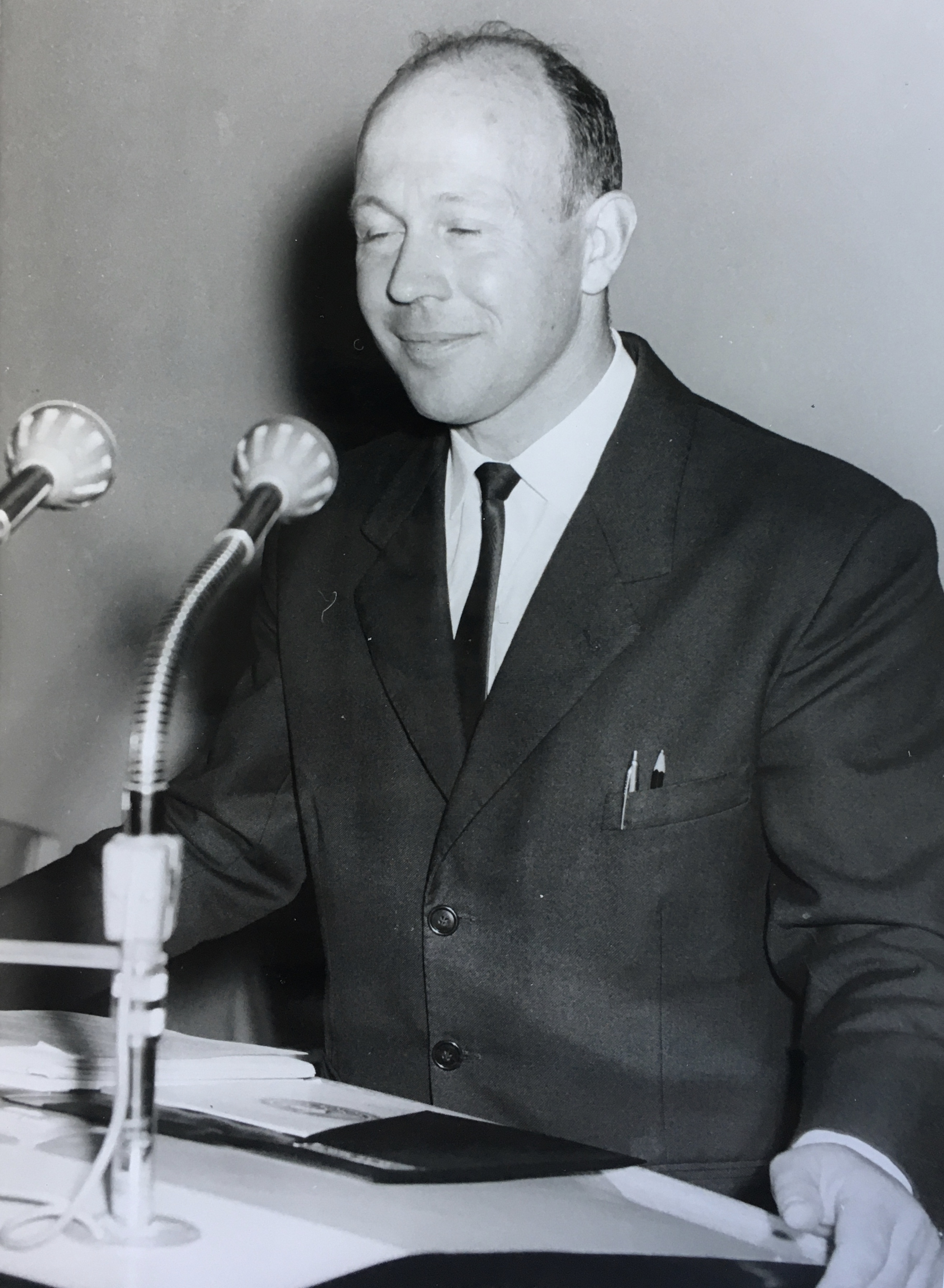
Jean Le Boulch - Conférence Vichy (1964)

Le terme « cinétique » révèle un sens dynamique plus important que celui de « motricité ». Il exprime la volonté de ne pas dissocier pensée et mouvement dans leurs relations. La psychocinétique est rattachée aux recherches relatives à l'étude de l'être vivant qui, vers le milieu du siècle dernier, aboutissent à la perspective « systémique » développée en particulier par Ludwig Bertallanfy, Paul Albert Weiss, Pierre Vendryès.
Avant même la dénomination du sujet de ses recherches en 1965, Jean Le Boulch avait clairement formulé ses principes constitutifs dans la revue des professeurs d'éducation physique médecins Les cahiers scientifiques d'éducation physique. Pour préciser son optique fonctionnelle, il y déclarait : « Nous croyons bon de rappeler qu'en psychologie et psychophysiologie contemporaine une conception fonctionnelle se réfère à une psychologie de l'être total, c'est-à-dire à une psychologie de la personnalité par opposition à une psychologie analytique, décomposant l'individu en processus étudiés séparément. Une telle psychologie est celle des conduites, terme utilisé pour la première fois par Pierre Janet ».

## Influence régionale

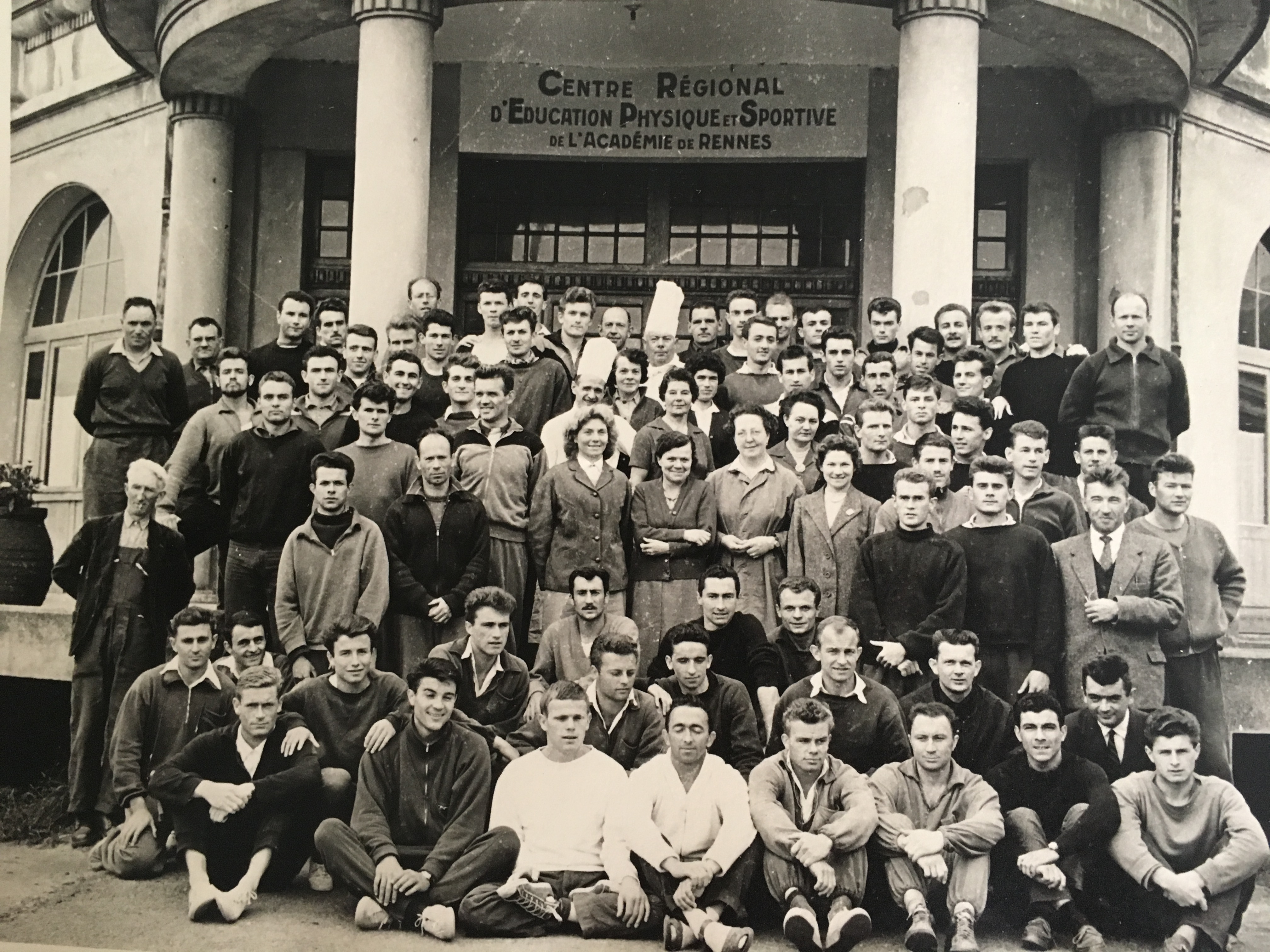
CREPS de Dinard (Années 60) - Jean Le Boulch en haut à droite

L'histoire de Jean Le Boulch reste rattachée à celle du CREPS de Dinard, où il a enseigné depuis sa création en 1947 sous la direction de Léon Binet. Il assura la formation de nombreux instituteurs au cours de stage de formation. En 1995, l'ensemble des enseignants et des directeurs de l'époque étaient réunis pour le 50e anniversaire du campus sport Bretagne.

## Reconnaissance internationale

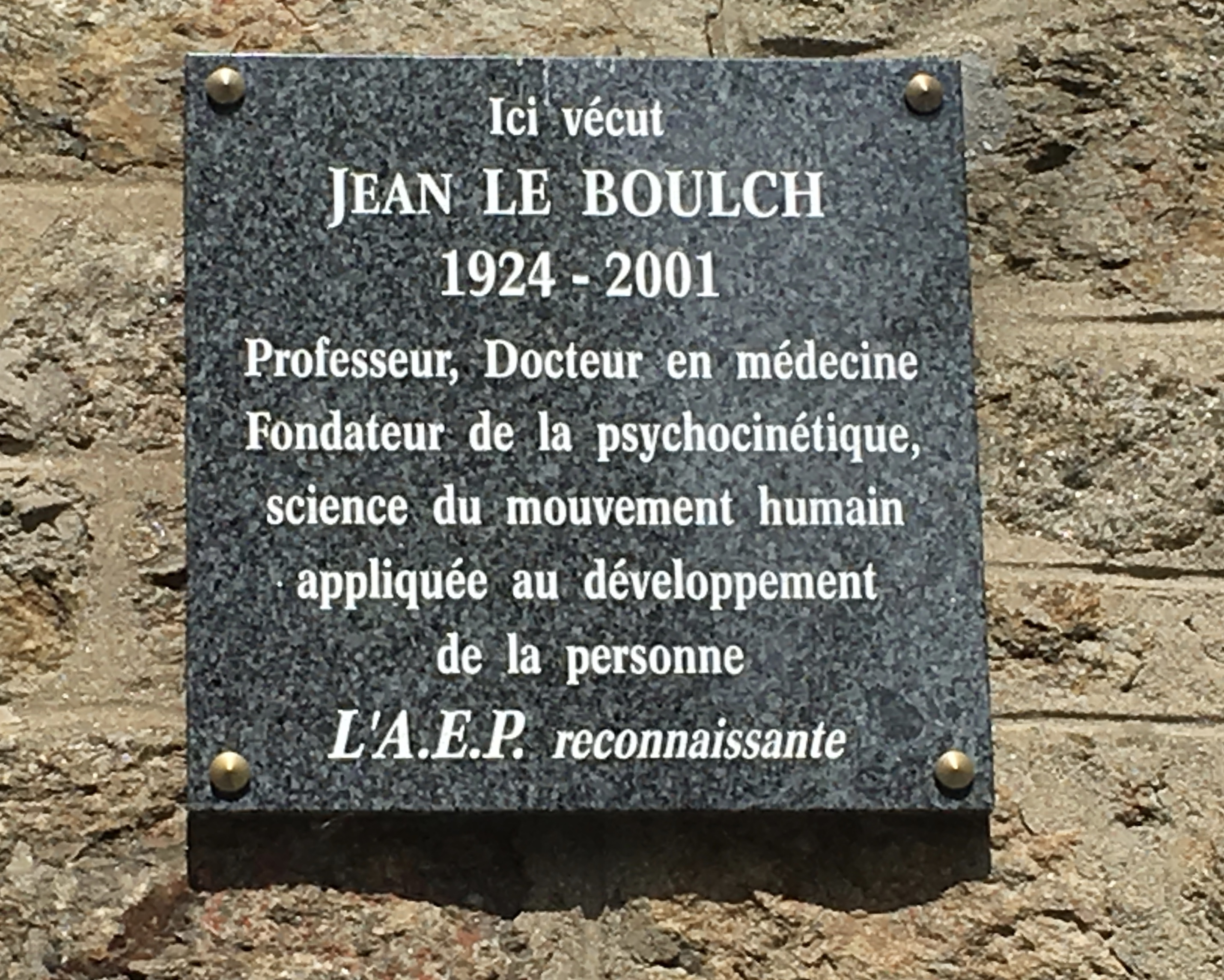
Plaque commémorative en souvenir de Jean Le Boulch - Domicile Dinard (Rue Émile-Bara)

Près de 15 ans après sa disparition, la ville de Dinard et l'Association Européenne de Psychocinétique (A.E.P.) décidèrent d'honorer sa mémoire en faisant poser une plaque à son domicile de la rue Émile-Bara,.

## Publications
- L'éducation physique fonctionnelle à l'école primaire - 1953, publication du CREPS de Dinard.
- Les Facteurs de la valeur motrice - 1960 -  thèse 100, Faculté mixte de médecine et de pharmacie de Rennes.
- L'éducation  par le mouvement, la psychocinétique à l'âge scolaire - 1966, Éditions ESF.
- Vers une science du mouvement humain, introduction à la psychocinétique - 1971, Éditions ESF.
- Face au sport - De l'éducation physique en France depuis 1945 à la psychocinétique - Étude critique et perspectives - 1977, Éditions ESF.
- Le développement psychomoteur de la naissance à 6 ans - La psychocinétique à l'âge préscolaire - 1981, Éditions ESF.
- L'éducation psychomotrice à l'école élémentaire - La psychocinétique à l'âge scolaire - 1984, Éditions ESF.
- Sport éducatif - Psychocinétique et apprentissage moteur - 1989, Éditions ESF.
- Mouvement et développement de la personne - 1995, Coédition Vigot/Sported Éditions.
- Le corps à l'école au XXIe siècle - 1998, Presses universitaires de France.